# Prix Tibor-Déry
Le prix Tibor-Déry (Déry Tibor-díj), créé en 1984, est un prix hongrois remis chaque année à des écrivains magyarophones. Il tient son nom de l'écrivain hongrois Tibor Déry.

## Lauréats
Parmi les lauréats, on compte notamment les écrivains István Ágh, Zsófia Balla, János Bányai, Károly Bari, Attila Bartis, Pál Békés, György Dragomán, Péter Esterházy, Georges Ferdinandy, le lauréat du prix Nobel de littérature Imre Kertész, István Kovács, László Krasznahorkai, Iván Mándy, Péter Nádas, Szilárd Podmaniczky, Magda Szabó, Miklós Szentkuthy, György Petri (1989 et 1994).